# Piraúba
Piraúba este un oraș în Minas Gerais (MG), Brazilia.